# Claudia Linzer

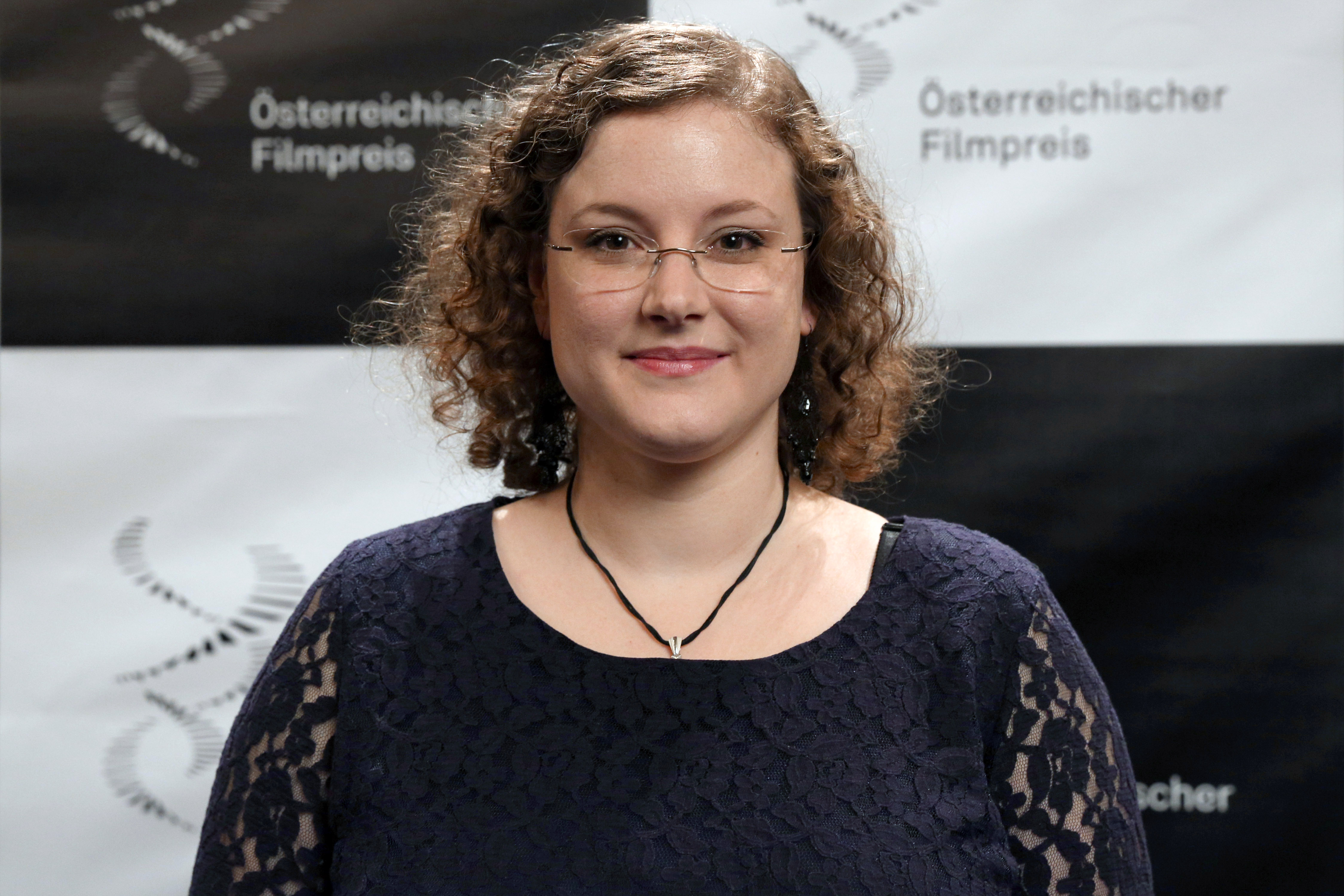
Claudia Linzer (2015)

Claudia Linzer (* 1979 in Lilienfeld) ist eine österreichische Filmeditorin.

## Leben
Claudia Linzer wuchs in St. Pölten auf, wo sie das Bundesrealgymnasium und Bundesoberstufenrealgymnasium mit musischem Schwerpunkt besuchte. Anschließend studierte sie Publizistik und Kommunikationswissenschaft mit filmtheoretischem Schwerpunkt, das Studium schloss sie 2008 als Mag. phil. ab. Ab 2005 besuchte sie parallel dazu an der Filmakademie der Universität für Musik und darstellende Kunst Wien den Studienzweig Schnitt, dieses Studium schloss sie 2010 als Bakkalaureua der Künste ab. 2018 erwarb sie den Grad Mag. art. im Masterstudium Schnitt bei Hauptfachlehrer Michael Hudecek.
Seit 2010 ist sie in der österreichischen Filmbranche als Editorin tätig und arbeitete seitdem unter anderem mit Regisseur Umut Dağ und Regisseurin Barbara Eder zusammen. Für Thank You for Bombing (2015) wurde sie gemeinsam mit Monika Willi mit dem Schnitt-Preis 2016 und dem Österreichischen Filmpreis 2017 ausgezeichnet. Mit Elizabeth T. Spira und der Wega Film arbeitete sie von 2016 bis 2019 an der ORF-Sendung Liebesg’schichten und Heiratssachen.
Mit Fieber rund um den Musher Horst Maas führte sie bei ihrem ersten eigenen Film Regie. Weitere Regiearbeiten waren die Fertiggestaltung von Folge 1 bis 8 der 23. Staffel von Liebesg’schichten und Heiratssachen nach dem Tod von Elizabeth T. Spira und der Gestaltung der 9. Folge sowie der Rückblickssendung Elizabeth T. Spira und ihre ‚Liebesg’schichten und Heiratssachen‘ – Streifzüge durch 23 Jahre (gemeinsam mit den redaktionellen Mitarbeiterinnen Stefanie Speiser und Natalie Wimberger).
Claudia Linzer ist Mitglied der Akademie des Österreichischen Films und der Europäischen Filmakademie, seit 2014 ist sie auch Vorstandsmitglied im Österreichischen Verband Filmschnitt. Außerdem ist sie Vorstandsmitglied im Dachverband der Österreichischen Filmschaffenden und bei FC Gloria. Sie lebt und arbeitet in Wien.

## Auszeichnungen und Nominierungen

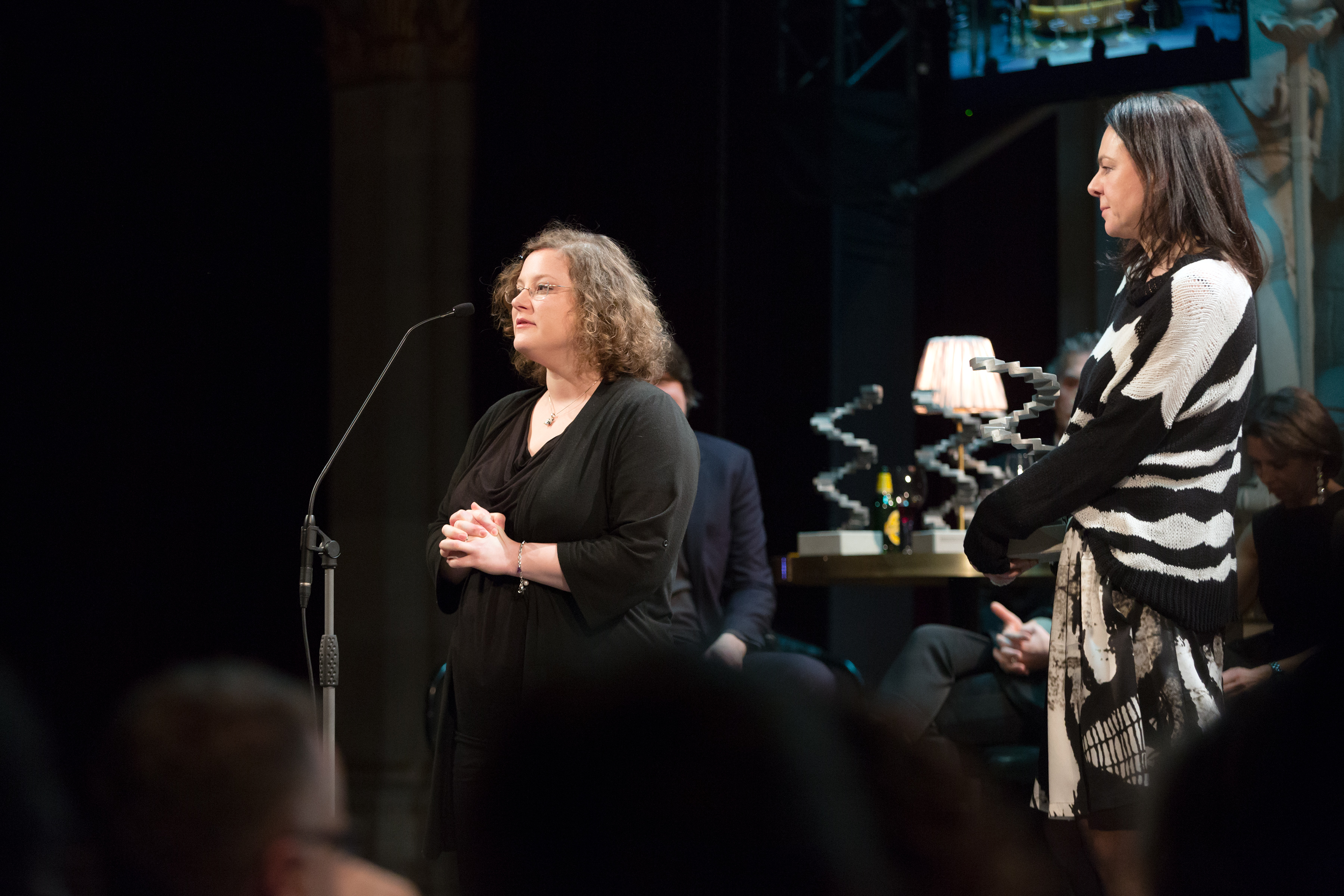
Claudia Linzer mit Monika Willi beim Österreichischen Filmpreis 2017

- 2012: Österreichischer Filmpreis 2012 – Nominierung in der Kategorie Bester Schnitt für Inside America
- 2015: Österreichischer Filmpreis 2015 – Nominierung in der Kategorie Bester Schnitt für Risse im Beton
- 2016: Schnitt-Preis für Thank You for Bombing[5]
- 2017: Österreichischer Filmpreis 2017 – Auszeichnung in der Kategorie Bester Schnitt für Thank You for Bombing
- 2018: Würdigungspreis der Universität für Musik und darstellende Kunst Wien[4]

## Filmografie (Auswahl)
- 2010: Inside America (Regie: Barbara Eder)
- 2011: Ein Tag, eine Nacht und ein bisschen Morgen (Regie: Stefan Kurowski, Karl Wozek)
- 2012: Kuma (Regie: Umut Dağ)
- 2014: Risse im Beton (Regie: Umut Dağ)
- 2015: Thank You for Bombing (Regie: Barbara Eder)
- 2016–2019: Liebesg’schichten und Heiratssachen (36 Episoden)
- 2017: Siebzehn (Regie: Monja Art)
- 2017: Lacrimosa (Kurzfilm)
- 2018: Der Ausflug  (Kurzfilm)
- 2019: Another Day in Manhattan (Kurzfilm)
- 2019: Fieber (Regie)
- 2019: Elizabeth T. Spira und ihre ‚Liebesg’schichten und Heiratssachen‘ – Streifzüge durch 23 Jahre (Regie: Claudia Linzer, Stefanie Speiser, Natalie Wimberger)
- 2020: Mehrunisa (Regie: Sandeep Kumar)
- 2023: Griechenland
- 2024: Happy